# Riverside (Geòrgia)
Riverside és una població dels Estats Units a l'estat de Geòrgia. Segons el cens del 2000 tenia 57 habitants.

## Demografia
Segons el cens del 2000, Riverside tenia 57 habitants, 20 habitatges, i 16 famílies. La densitat de població era de 100 habitants/km².
Dels 20 habitatges en un 50% hi vivien nens de menys de 18 anys, en un 60% hi vivien parelles casades, en un 15% dones solteres, i en un 20% no eren unitats familiars. En el 15% dels habitatges hi vivien persones soles el 10% de les quals corresponia a persones de 65 anys o més que vivien soles. El nombre mitjà de persones vivint en cada habitatge era de 2,85 i el nombre mitjà de persones que vivien en cada família era de 3,19.
Per edats la població es repartia de la següent manera: un 29,8% tenia menys de 18 anys, un 10,5% entre 18 i 24, un 38,6% entre 25 i 44, un 15,8% de 45 a 60 i un 5,3% 65 anys o més.
L'edat mediana era de 29 anys. Per cada 100 dones de 18 o més anys hi havia 90,5 homes.
La renda mediana per habitatge era de 28.125 $ i la renda mediana per família de 35.000 $. Els homes tenien una renda mediana de 27.917 $ mentre que les dones 14.063 $. La renda per capita de la població era de 10.102 $. Entorn del 25% de les famílies i el 29% de la població estaven per davall del llindar de pobresa.

## Poblacions més properes
El següent diagrama mostra les poblacions més properes.